# Ribesalbes
Ribesalbes és un municipi del País Valencià que es troba a la comarca de la Plana Baixa.
Limita amb Onda, l'Alcora i Fanzara.

## Geografia
El municipi és bastant accidentat; el seu nucli urbà se situa en un vessant de muntanya lliscant-se cap a la llera del riu Millars, a l'altura de l'Embassament del Sitjar. Les altures no són molt pronunciades i cap destacar entre elles el turó de la Roja. El punt de major altitud del terme se situa en l'extrem nord, en els límits dels termes municipals de L'Alcora i Fanzara, i té una altura de 495,9 m d'altura.
Gran part del seu terme es troba poblat de grans extensions de bosc on les espècies predominants són els pins i les alzines. Així, 666 hectàrees del terme municipal estan ocupades per extensions boscoses i tan sols 26 per superfícies de cultius.
El seu clima és de tipus mediterrani amb hiverns suaus i estius càlids. La mitjana tèrmica se situa en els 15 °C. La humitat relativa mitjana és del 60% i la pluviometria oscil·la entre els 450 i 600 mm.

## Història
D'origen musulmà, fou donada per Jaume I el 1245, juntament amb Berita i Trutxelles, ambdues en terme d'Onda, a Guillem de Pau i els seus. El 1404 és venuda a Domènec Ros d'Orsins. Ja el 1438, el rei Alfons V li concedix la jurisdicció, que posseïren sons hereus Joan i Onofre. El 1513 es concedix la jurisdicció a Onda. A partir del segle xvii retorna a Joan Coll i els seus successors, que l'ostenten fins al segle xviii.

## Demografia
| 1990  | 1992  | 1994  | 1996  | 1998  | 2000  | 2002  | 2004  | 2005  | 2006  |
| ----- | ----- | ----- | ----- | ----- | ----- | ----- | ----- | ----- | ----- |
| 1.359 | 1.317 | 1.295 | 1.310 | 1.283 | 1.284 | 1.306 | 1.302 | 1.336 | 1.342 |

## Política i govern

### Composició de la Corporació Municipal
El Ple de l'Ajuntament està format per 9 regidors. En les eleccions municipals de 26 de maig de 2019 foren elegits 4 regidors del Partit Popular (PP), 4 del Partit Socialista del País Valencià (PSPV-PSOE) i 1 de Junts per Ribesalbes (JPR).
| Eleccions municipals de 26 de maig de 2019 - Ribesalbes                                                                         |                                          |                                     |                                     |      |          |          |
| Candidatura | Candidatura                              | Candidatura                         | Cap de llista                       | Vots | Vots     | Regidors |
| | Partit Popular                           |                                     | José Medina Lozano                  | 351  | 44,15%   | 4 ()     |
| | Partit Socialista del País Valencià-PSOE |                                     | Cèsar Pallarés Torres               | 302  | 37,99%   | 4 (+1)   |
| | Junts per Ribesalbes                     |                                     | Jordi López Guasch                  | 137  | 17,23%   | 1 (-1)   |
| | Vots en blanc                            |                                     |                                     | 5    | 0,63%    |          |
| Total vots vàlids i regidors | Total vots vàlids i regidors             | Total vots vàlids i regidors        | Total vots vàlids i regidors        | 795  | 100 %    | 9        |
| | Vots nuls                                | Vots nuls                           | Vots nuls                           | 8    | 1,00%    |          |
| Participació (vots vàlids més nuls)                                                                                             | Participació (vots vàlids més nuls)      | Participació (vots vàlids més nuls) | Participació (vots vàlids més nuls) | 803  | 83,65%** |          |
| Abstenció | Abstenció                                | Abstenció                           | Abstenció                           | 157* | 16,35%** |          |
| Total cens electoral | Total cens electoral                     | Total cens electoral                | Total cens electoral                | 960* | 100 %**  |          |
| Alcalde: Cèsar Pallarés Torres (PSPV) (15/06/2019) Per majoria absoluta dels vots dels regidors (5 vots: 4 de PSPV i 1 de JPR)  |                                          |                                     |                                     |      |          |          |
| Fonts: JEC, JEZ Castelló, M. Interior, Periòdic Ara. (* No són vots sinó electors. ** Percentatge respecte del cens electoral.) |                                          |                                     |                                     |      |          |          |

### Alcaldia
Des de 2015 l'alcalde de Ribesalbes és Cèsar Pallarés Torres del Partit Socialista del País Valencià (PSPV-PSOE).
| Període                       | Alcalde o alcaldessa    | Partit polític | Data de possessió | Observacions |
| ----------------------------- | ----------------------- | -------------- | ----------------- | ------------ |
| 1979–1983                     | Antonio Valls Pruñonosa | ADIR           | 19/04/1979        | --           |
| 1983–1987                     | Ernesto Rubio Parra     | PSPV-PSOE      | 28/05/1983        | --           |
| 1987–1991                     | José González Sánchez   | AP             | 30/06/1987        | --           |
| 1991–1995                     | Pascual Edo Colomer     | PP             | 15/06/1991        | --           |
| 1995–1999                     | Pascual Edo Colomer     | PP             | 17/06/1995        | --           |
| 1999–2003                     | José Medina Lozano      | PP             | 03/07/1999        | --           |
| 2003–2007                     | José Medina Lozano      | PP             | 14/06/2003        | --           |
| 2007–2011                     | José Medina Lozano      | PP             | 16/06/2007        | --           |
| 2011–2015                     | José Medina Lozano      | PP             | 11/06/2011        | --           |
| 2015–2019                     | Cèsar Pallarés Torres   | PSPV-PSOE      | 13/06/2015        | --           |
| 2019-2023                     | Cèsar Pallarés Torres   | PSPV-PSOE      | 15/06/2019        | --           |
| Des de 2023                   | n/d                     | n/d            | 17/06/2023        | --           |
| Fonts: Generalitat Valenciana |                         |                |                   |              |

## Economia

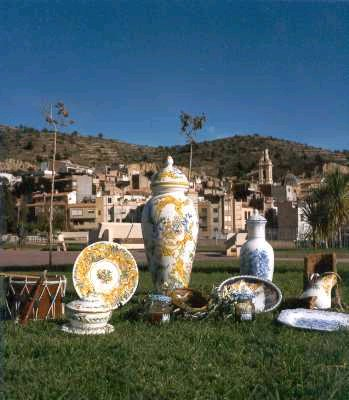
Ceràmica de Ribesalbes

Ribesalbes té una clara vocació industrial, en la qual la seua terra, l'argila ha estat l'element que va donar lloc al ressorgiment econòmic del municipi, i la ceràmica artística el producte que, amb aquella, va modelar l'artesà.
En el moment present, i de cara al futur, l'argila i l'esmalt units en una rajola i paviment de qualitat, fabricat amb moderna tecnologia, i una ceràmica artística que manté el rigor artesanal però cerca també nou horitzons, seguiran sent l'element que identifica a Ribesalbes.
La falta de sòl industrial per a l'ampliació de les indústries taulelleres o d'altres activitats fa que moltes indústries hagin creat noves naus en termes d'Onda o L'Alcora: Sitjar, Cerlat, Ceràmiques Ribesalbes, Quimicer, La Pinosa, etc.
Per tant, destaca el major pes econòmic de la indústria (70,5%) - sobretot la fabricació de rajoles, fins i tot en alguna època ha intentat competir amb la ceràmica de L'Alcora -, enfront de l'agricultura.

## Monuments
- Església de Sant Cristòfol.

Va ser construïda en el s.XVIII i és d'estil Neoclàssic. Hi destaquen d'ella les capelles interiors i les pintures al fresc de la volta.
- Ermita del Calvari.

Situada a la part alta d'un pujol al costat del nucli urbà. La capella de modesta construcció, és quadrada, rematada per la cúpula a la qual es va afegir a la capçalera un espai rectangular amb volta badia, a més de dos cossos als costats; s'hi troba el Santíssim Crist del Calvari al que la gent té molta devoció i pugen constantment a encendre-li llum. Cal destacar les fornícules o estacions del calvari per les decoracions ceràmiques fetes a mà.
- Casa Baronia.

Casa senyorial on va habitar en el seu moment el Baró de Ribesalbes, de 3 plantes i coberta de teula àrab, remarcada per balconades de forja simple. En la façana destaca l'Escut nobiliari de la població. Dintre d'ella es troba l'antiga presó de reduïdes dimensions. Actualment s'ha restaurat i alberga el Museu de la Baronia, Ceràmic i Paleontològic.
- Aqüeducte. Del segle xix.

Arc romà d'un sol ull rebaixat, de pedra i recolzat en dos gruixos fonaments de maçoneria en sec, ho travessa el petit barranc Martí.

## Cultura
- Museu de la Baronia. Compta amb una col·lecció de fòssils, insectes, fulles, etc.; així com objectes ceràmics antics i actuals realitzats i decorats a mà, en la població.

## Festes i celebracions
- Sant Antoni. Se celebra el 17 de gener, amb la tradicional "matxà" i repartiment de "rotllos".
- Moros i Cristians. Se celebra el cap de setmana del 23 d'abril amb la tradicional rebuda dels ordes militars i la gran desfilada de la cabila mora i la capitania cristiana.

- Sant Cristòfol. Se celebra el 10 de juliol, amb tradicional processó de vehicles per a la seua benedicció.

- Festes majors. En honor del Santíssim Sagrament, la Verge del Rosari i el Crist del Calvari. Se celebren el primer diumenge d'octubre. La comissió de festes s'encarrega de confeccionar el programa d'actes festius per a tots els públics: Balls, Bous, Concursos, etc.